# لندهور

تاجگذاری کرنا

لَندِهور (به معنای فرزند خورشید) نامی است که در زبان فارسی کارنا را بدان می‌نامند. او پادشاه آنگا بود و به اعتقاد هندوها کنتی مادر و سوریا (خدای خوردشید) پدرش هستند.